# نوکیا لومیا ۵۲۰
نوکیا لومیا ۵۲۰ (انگلیسی: Nokia Lumia 520) یک تلفن هوشمند سطح متوسط با سیستم عامل ویندوز فون ۸  است که نوکیا آن را در همایش جهانی گوشی همراه در سال 2013 معرفی کرد و از سال 2014 بر پایه کشور های خاص عرضه بازار شد.